# Niki Zimling
Niki Dige Zimling (* 19. April 1985 in Tårnby) ist ein ehemaliger dänischer Fußballspieler und heutiger Fußballfunktionär.
Während seiner aktiven Laufbahn spielte er in den höchsten Spielklassen von Dänemark, Italien, den Niederlanden, Belgien und Deutschland. Derweil lief er in 24 Partien für die dänische Nationalmannschaft auf und nahm mit der Auswahl an der Europameisterschaft 2012 in Polen und der Ukraine teil. Seit der Saison 2019/20 ist Zimling Sportchef von Kolding IF.

## Karriere als Spieler

### Vereine

#### Jugend und Aufstieg in den Herrenbereich
Zimling hatte mit dem Fußballspielen bei Fremad Amager begonnen, ehe er über Stationen bei Tårnby BK, Amager Boldklub af 1970 und KB Kopenhagen zur Jugendabteilung von Brøndby IF kam. Dort begann er 2003 seine Profikarriere. In seiner ersten Saison als Aktiver erreichte Zimling mit Brøndby IF den UEFA-Pokal und am 6. November 2003 gab er im Hinspiel in der zweiten Runde gegen den FC Schalke 04 sein Europapokaldebüt, als er in der 84. Minute für Jonas Kamper eingewechselt wurde. Zimling erreichte mit dem Kopenhagener Vorortverein das Achtelfinale und schied dort gegen den FC Barcelona aus. Die Saison 2003/04 beendete Brøndby IF als Vize-Meister.
In der Saison 2004/05 schied Zimling mit Brøndby IF in der Qualifikation zum UEFA-Pokal gegen FK Ventspils aus. In der gleichen Saison wurde er mit dem Verein als Ersatzspieler Meister und Pokalsieger. Ende August 2005 wechselte er zu Esbjerg fB und erreichte 2006 erneut das Pokalfinale, das mit 0:1 nach Verlängerung gegen Zweitligist Randers FC verloren wurde. In der Liga belegte er mit Esbjerg fB den sechsten Tabellenplatz. In der Folgesaison erzielte Zimling in 30 Ligaspielen zehn Treffer und wurde Tabellensiebter, in der nächsten Spielzeit mit Esbjerg fB erreichte er das Pokalfinale (2:3 gegen Brøndby IF). In Der Liga spielte er in 16 Partien und erzielte drei Tore; erneut wurde Esbjerg Siebter. In der ersten Hälfte der neuen Saison spielte er noch neunmal und verließ daraufhin den Verein.

#### In Italien, den Niederlanden und Belgien (2009 bis 2013)
Im Januar 2009 wechselte Zimling in die italienische Serie A zu Udinese Calcio. Am 22. März 2009 gab er beim 0:2 am 29. Spieltag im Auswärtsspiel gegen den FC Genua sein Debüt. Er kam in der Rückrunde der Saison zu lediglich vier Einsätzen. Auch in der folgenden Saison war er kein Stammspieler und kam zu jeweils einem Einsatz im Coppa Italia und der Liga. Im Sommer 2010 wechselte er als Leihspieler in die Eredivisie zum NEC Nijmegen. Am 7. August 2010 gab er beim 1:0-Sieg am ersten Spieltag im Heimspiel gegen VVV Venlo sein Debüt. Bei NEC Nijmegen kam der defensive Mittelfeldspieler in 26 Spielen zum Einsatz und erzielte dabei vier Tore. Dazu kam er einmal im KNVB-Beker zum Einsatz.
Den NEC Nijmegen verließ er nach einer Saison und wurde von Udinese Calcio zur Saison 2011/12 in die Pro League zum FC Brügge transferiert; er erhielt einen Vierjahresvertrag. In seiner ersten Saison kam er in der Meisterschaft auf 29 Einsätze, in der Play-off-Runde auf fünf Einsätze. Dabei erzielte er ein Tor. Im Kampf um die Meisterschaft musste man dem RSC Anderlecht den Vortritt lassen. In der Europa League kam Zimling mit dem FC Brügge bis ins Sechzehntelfinale, in dem man gegen Hannover 96 ausschied. In der Spielzeit 2012/13 kam er bis zur Winterpause in sieben Spielen zum Einsatz, in denen er ein Tor erzielte.

#### 2013 bis 2017: in Deutschland und den Niederlanden
In der Winterpause der Saison 2012/13 wechselte Zimling in die Bundesliga und unterschrieb beim 1. FSV Mainz 05 einen bis zum 30. Juni 2017 laufenden Vertrag. Am 2. Februar 2013 gab er sein Debüt beim 0:3 am 20. Spieltag der Bundesliga-Saison 2012/13 im Heimspiel gegen den FC Bayern München, als er für Elkin Soto eingewechselt wurde. Am 23. Februar 2013 erzielte er mit dem Treffer zum 1:0 in der 5. Minute beim 1:1 am 23. Spieltag im Heimspiel gegen den VfL Wolfsburg sein erstes Bundesligator. Zimling kam bis zum Ende der Saison auf 13 Einsätze und belegte mit den Mainzern den 13. Tabellenplatz. In der Saison 2013/14 kam er zu einem Einsatz im DFB-Pokal und zu 13 Einsätzen und einem Torerfolg in der Liga. Der FSV Mainz 05 belegte zum Ende der Saison einen Platz, der zur Teilnahme an der Qualifikation zur UEFA Europa League berechtigte. In der neuen Saison schied der 1. FSV Mainz 05 in der Qualifikation zur Europa League gegen Asteras Tripolis aus und in der ersten Runde des DFB-Pokals hatte man gegen den Drittligisten Chemnitzer FC das Nachsehen. In beiden Wettbewerben kam Zimling zu zwei von drei möglichen Einsätzen.
Am 1. September 2014 wurde Zimling bis zum Ende der Saison 2014/15 mit Kaufoption erneut in die Eredivisie an Ajax Amsterdam ausgeliehen. Am 13. September 2014 gab er beim 2:1-Sieg am fünften Spieltag gegen Heracles Almelo seinen Einstand und vier Tage später sein Debüt in der UEFA Champions League beim 1:1 am ersten Spieltag der Gruppenphase gegen Paris Saint-Germain. Bei Ajax sollte er den zu Manchester United abgewanderten Daley Blind ersetzen, konnte sich aber nicht durchsetzen. Ajax Amsterdam nutzte seine Kaufoption nicht.
Zimling kehrte in der Sommerpause 2015 zu Mainz 05 zurück. Im Februar 2016 wurde er bis Saisonende an den Zweitligisten FSV Frankfurt verliehen. Am 19. Februar 2016 erlitt er beim 3:1-Sieg am 22. Spieltag beim FC St. Pauli nach 18 Minuten einen Innen- und Kreuzbandriss und fiel bis zum Saisonende aus. Der FSV Frankfurt stieg am Ende der Saison in die 3. Liga ab; Zimling hatte drei Ligaspiele absolviert.
Nach seiner Rückkehr stand Zimling im Kader der zweiten Mannschaft von Mainz 05 und erzielte in 21 Einsätzen ein Tor.

#### Rückkehr nach Dänemark (seit 2017)
Ende Juni 2017 wechselte er nach Dänemark zu SønderjyskE und unterschrieb einen Zweijahresvertrag. In seiner ersten Saison mit dem Verein aus Haderslev verpasste Zimling die Qualifikation für den internationalen Wettbewerb. Zum Ende der Saison 2018/19 verließ er den Verein.

### Nationalmannschaft
Zimling kam für mehrere dänische Juniorennationalmannschaften zum Einsatz und nahm mit der dänischen U-21-Nationalmannschaft an der U-21-Fußball-Europameisterschaft 2006 teil. Sein erstes Länderspiel für die dänische A-Nationalmannschaft machte er am 6. Februar 2008 beim 2:1-Sieg im Testspiel in Nova Gorica gegen Slowenien. Er wurde in der 65. Minute für Daniel Jensen eingewechselt. Nach über zweijähriger Pause machte er am 17. November 2010 sein zweites Länderspiel, als er in einem Testspiel in Aarhus beim 1:1 gegen Tschechien in der 69. Minute für Christian Poulsen eingewechselt wurde. Zimling nahm an der EM-Endrunde 2012 teil und spielte in allen Gruppenspielen gegen die Niederlande, Portugal und gegen Deutschland. Die Qualifikation zur Teilnahme an der WM-Endrunde 2014 verpasste er mit der Nationalmannschaft. Sein letztes Länderspiel absolvierte er am 5. März 2014 bei der 0:1-Niederlage im Freundschaftsspiel in London gegen England.

## Karriere als Funktionär
Zur Saison 2019/20 wurde Niki Zimling neuer Sportchef des Zweitligisten Kolding IF.